# Diplomonadida
A Diplomonadida (görög, „két egység”) a Metamonada ostoros kládja többnyire parazita fajokkal. Ide tartozik a giardiasist okozó Giardia duodenalis is. A Retortamonadida közeli rokona lehet.

## Történet
Először 1926-ban írta le Wenyon, Guy Brugerolle ultraszerkezeti adatokat is megadott hozzá 1975-ben, és Diplomonadina néven írta le az Enteromonadida alrendjeként. 2003-ban Thomas Cavalier-Smith két rendbe sorolta fajait, ezek a Distomatida és a Giardiida voltak. Bár korábban „élő kövületnek”, az egyik legkorábban elkülönült eukarióta csoportnak tekintették a kládot ősinek tekintett morfológiai és genetikai jellemzői – például két magja, a standardtól eltérő genetikai kódja és aerob mitokondriumai hiánya – miatt, és az Archezoa csoportba sorolták, az 1990-es évektől megjelent molekuláris filogenetikai és citológiai eredmények alapján e nézet hibásnak bizonyult: a Diplomonadidát ekkor a Parabasalia, majd 2002-ben a Retortamonadida testvércsoportjaként írták le. Ezenkívül az „ősi” eukariótákban hiányzónak gondolt jellemzők, például mitokondriális eredetű sejtszervecskék és introntartalmú gének is megtalálhatók benne.
2005-ben Kolisko et al. az „Enteromonadida” csoportról kimutatták, hogy a Trepomonas és a Hexamita rokona, közelebbi rokonuk, mint a Spironucleus. Így a Diplomonadida két magja vagy homoplázia, vagy az Enteromonadida egy magja apomorf.
2013-ban Jerlström-Hultqvist kimutatták, hogy a Diplomonadida és közeli rokona, a Parabasalia mitokondriumainak mito- és hidrogenoszómákká alakulása azok közös ősében történt anyagcsere-adaptáció, mely a Parabasalia és a Diplomonadida elkülönülése előtt történt, mely a Holozoa és a Holomycota elkülönülése előtt volt.

## Morfológia
Legtöbb faja „kettős” sejt 2 sejtmaggal és általában 2 kinetidával, utóbbiakhoz általában 4, alkalmanként 2 vagy 3 ostor kapcsolódik a sejttest főtengelye mentén szimmetrikusan elrendezve, és közülük legalább 1 hátra mutat. A Retortamonadidához hasonlóan nincs mitokondriuma vagy Golgi-készüléke, de van mitokondriumeredetű sejtszervecskéje, ez például a G. duodenalis esetén mitoszóma, a Spironucleus salmonicida esetén hidrogenoszóma. A mitoszómák nem vesznek részt a mitokondriumokhoz hasonló módú ATP-szintézisben, de a vas-kén fehérjék érésében igen, a hidrogenoszómák a hidrogénszintézissel történő ATP-szintézisben is részt vesznek.

Diplomonadida-sejt szerkezete:
1. Elülső ostor
2. Alapi test
3. Sejtmag
4. Nukleólusz
5. Hátulsó ostor
6. Endoplazmatikus retikulum
7. Sejtgarat
8. Sejtmag alatti mikrotubulusok
9. Sejtszáj rostmikrotubulusai
10. Mitoszóma vagy hidrogenoszóma
11. Emésztő űröcske
12. Szemcse
13. Endoszóma
14. Sejtszáj

Az Enteromonasban és több más Hexamitinae-nemzetségben csak 1 kinetida található.
A Hexamitinae rendelkezik sejtszáj-sejtgarat komplexszel, és hátra mutató F1 ostora nem fut a sejt hossztengelyén végig, míg a Giardiinae nem rendelkezik elkülönülő sejtszájjal és -garattal, és kinetidái hátra mutató ostora végigfut a sejt hossztengelyén, és a sejtplazmán belül marad.

## Életmód
Anaerob vagy mikroaerofil, általában ozmotróf egysejtűek. Egyes nemzetségekben vannak humán és állatparazita fajok. A Spironucleus salmonicida változékony környezetekhez adaptálódott: például több cisztafalfehérje-homológja van, legalább egyikük aktív is, továbbá több, reaktív oxigénszármazékokat megfogó fehérjéje is van.

## Életciklus
Életciklusa gyakran 2 szakaszos, ezek a trofozoita és a ciszta. A Giardia rendelkezhet ivaros életszakasszal is, de egyelőre (2024) ennek jelenléte nem ismert, mert egyes meiózisgénekről 2019-ben kimutatták Maciver et al., hogy ivartalan amőbák is expresszálják, így nem feltétlenül az ivaros szaporodásra utalnak. Életciklusa lehet a lehetséges ivarosság mellett paraszexuális is.

### AGiardialehetséges ivarossága
A gyakori bélparazita Giardia duodenalist (szinonimái: G. lamblia, G. intestinalis) korábban a meiózis és az ivaros szaporodás előtt megjelent ágba tartozó fajnak gondolták, azonban Rames et al. az ivaros eukariótákban megtalálható alapvető meiózisgéneket találtak benne. Ez eredmények alapján a G. duodenalist meiózisra és így ivaros szaporodásra képesnek gondolták. Emellett Cooper et al. a G. duodenalisban a ritka meiotikus rekombinációt is igazolta, ez is az ivaros szaporodásra utalhat. Lasek-Nesselquist et al. szintén a meiózisra és az ivarosságra utaló vegyületeket találtak benne. Ivarosságra való képessége azonban még vitatott.
A G. duodenalis 2 azonos funkciójú sejtmaggal rendelkezik mitóziskor független öröklődéssel. A cisztában ezek egyesülnek (kariogámia) és homológ rekombináció történik bennük meiózisgén-homológok által. Ennek célja lehet a DNS-károsodás javítása.
A G. duodenalist gazdaspecificitás és markergénjeik genetikai különbségei alapján 8 csoportra osztják. Bár ezeken belül történhet – ha ritkán is – rekombináció, Xu et al. a különböző csoportokba tartozó egyedek közt is kimutatott igen ritka rekombinációt. E csoportokról azt írták, hogy genetikailag elkülönülő csoportok, így önálló Giardia-fajoknak tekinthetők.

## Genetika
A Hexamitinae standardtól eltérő genetikai kódjában a TAR kodonok glutamint jelentenek, ezzel szemben a Giardiinae genetikai kódja standard. A Spironucleus salmonicida 2007-es genomikai elemzésében Andersson et al. jelentős horizontális géntranszfert mutattak ki az eukarióta genomfejlődésben, és genomplaszticitást mutattak ki a Diplomonadidában.
Genomja általában rövid – például a S. salmonicida genomja 12,9 Mbp hosszú, és 8067 gént tartalmaz, és 3 intronja van –, és általában kevés kromoszómából áll – a S. salmonicida 9, a G. duodenalis haploid genomja 5 kromoszómás.

## Jelentőség
Mivel sok parazita tartozik e kládba – például a Giardia az embert, a Spironucleus salmonicida a Salmo nemet fertőzi –, humán és állategészségügyi jelentősége egyaránt van. A giardiasis gyakran vízben fordul elő, különösen alacsony jövedelmű országokban, és gyermekekben gyakoribb, mint felnőttekben. Tünetei például diarrhoea és gyakori flatulentia, gyakori még a hasi görcs és a puffadás (70–75%). Giardia duodenalisnak csak az A és B genotípusáról ismert, hogy embert fertőz.

### Humán
A Giardia-fertőzés ciszták bevitelével (például szennyezett vízzel) vagy közvetlen emberközi érintkezéssel történik, és jelentősen könnyítik a nem megfelelő higiéniás körülmények. A bölcsődék gyakran fertőzési epicentrumok, mert nem mindig történik megfelelően a kézmosás például pelenkakezelés és -csere során és után. Bár egy fertőzött személyből napi 1 millió–1 milliárd ciszta is távozhat, fertőzéshez elég lehet akár csupán 10 is.
Az emésztőrendszerben a ciszták trofozoitákká válnak a savas környezet és a hasnyálmirigyben termelt enzimek hatására, és tiolproteinázokat és lektineket egyaránt létrehoznak.
Bár ritkák, előfordulnak emésztőrendszeren kívüli tünetek, például allergiás reakciók – például urticaria, bronchospasmus, erythema multiforme, reaktív arthritis, epevezeték-betegség.
Gyakran antibiotikumokkal kezelik, például metronidazollal és nitrimidazollal, azonban gyakran előbbi nem tudja eltávolítani a protozoonokat az emésztőrendszerből, a beteg előírás-követésével is gondok lehetnek, és a magzatban ajakhasadékot okozhat, továbbá egyre több a nitrimidazol-refraktorikus fertőzés, különösen Indiában és más ázsiai országokban.

### Egyéb állati
A Spironucleus halakat, madarakat és egereket egyaránt fertőző faj. Bár virulenciamechanizmusáról kevés ismeret van, az ismert, hogy több faj is gazdája patogénje. A S. salmonicida a Salmo nemben szisztémás és szervi fertőzéseket is okozhat, jelentős hozamcsökkenést okozva az akvakultúra terén, termelésre használt és díszhalakban egyaránt. A spironucleosis tünetei többek közt belső vérzések, splenomegalia és granulómás máj- és lépléziók. Észak-Norvégiában ismétlődő járványokat okoz.

## Fordítás
Ez a szócikk részben vagy egészben  a   Diplomonad című angol Wikipédia-szócikk ezen változatának fordításán alapul.  Az eredeti cikk szerkesztőit annak laptörténete sorolja fel. Ez a jelzés csupán a megfogalmazás eredetét és a szerzői jogokat jelzi, nem szolgál a cikkben szereplő információk forrásmegjelöléseként.